# Escanda
Escanda (em georgiano: სკანდე/სკანდა; romaniz.: Skande/Skanda) é uma vila do município de Terjola, na região de Imerícia, na Geórgia. Está situada na porção ocidental do país, no pequeno vale fluvial de Chcari, que faz parte do sistema do Cuirila, a aproximados 15 quilômetros a noroeste da cidade de Terjola. Sua população segundo o censo de 2014 era 434 habitantes, maioritariamente (99%) etnicamente georgianos.
Escanda é o sítio de uma fortaleza arruinada, que foi citada pelos autores bizantinos da Antiguidade Tardia como Escanda ou Escandis e que foi uma das fortalezas em disputa entre o Império Bizantino e o Império Sassânida durante seus conflitos em Lázica. Ela manteve sua importância como uma das principais fortalezas de Imerícia até o começo do século XIX.

## História

### Antiguidade Tardia
Escanda aparece em fontes romanas, como as novelas do imperador Justiniano (r. 527–565) e obras de Procópio e Menandro Protetor, como fortaleza no interior de Lázica, um reino do mar Negro disputado pelos Impérios Bizantino e Sassânida. Como Sarapanis, ficava em terreno difícil e vigiava a aproximação ao país pelo leste, a partir da fronteira com o Reino da Ibéria. Em cerca de 522, logo depois de Lázica aceitar a suserania romana, as guarnições lazes desses dois fortes foram substituídas por tropas imperiais, que logo abandonaram-os por dificuldades logísticas. As tropas persas ocuparam-os até a conclusão da "Paz Eterna" em 532. Os lazes destruíram-os para evitar que os persas usassem-nas, mas com o recomeço das hostilidades anos depois, os persas restauraram Escanda em 551 e mantiveram-a por quase 25 anos.

### Idade Média e Moderna
O registro sobre Escanda na Alta Idade Média é escasso. A unificação do Reino da Geórgia no começo do século XI — do qual os territórios de Lázica e Ibéria faziam parte — privou Escanda de sua importância estratégica como fortaleza fronteiriça. Cerca de meados do século XV, com o surgimento de um independente Reino de Imerícia após a fragmentação da Geórgia, Escanda novamente adquiriu um papel proeminente. Além dos documentos históricos nativos, é citada pelos visitantes estrangeiros da Geórgia, como Josafá Barbaro e Ambrogio Contarini na década de 1470, Nikifor Tolochanov e Alexei Ievliev na década de 1650, Jean Chardin na década de 1660 e Johann Anton Güldenstädt na década de 1770. Escanda foi palco de uma série de conflitos intestinos que atormentaram o país do século XVI ao XVIII.
Os emissários russos Tolochanov e Yevlyev, viajando por Imerícia na década de 1650, visitaram Escanda — então a residência de verão favorita do rei Alexandre III — várias vezes e descreveram-a como um forte bem construído sobre um colina num vale fluvial acidentado, circundada por uma muralha de tijolos de 20 metros de altura e 600 de comprimento e fortificada com quatro torres com canhões. Dentro das muralhas havia um palácio de três andares, uma Igreja de São Jorge, e um depósito para as riquezas do monarca. Uma década depois, o francês Jean Chardin já encontrou Escanda em declínio. Ela foi depois restaurada pelo governo de Imerícia. O historiador georgiano, príncipe Vachusti, compilando sua geografia da Geórgia em 1745, referiu-se a Escanda como o local do palácio real e "uma grande cidadela de construção imponente". Após a conquista da Imerícia em 1810, a fortaleza de Escanda foi abandonada e deixada em ruínas. Na década de 1830, o estudioso sueco Frédéric Dubois de Montpéreux encontrou Escanda "não mais que uma ruína, há muito abandonada".

## Fortaleza
A fortaleza de Escanda está em ruínas ao norte da vila homônima, sobre uma colina entre dois córregos. Sua área total é de 7 000 m2 e sua altura alcança 120 metros. A fachada oriental de um palácio real e os muros de uma igreja que contêm inscrições georgianas estão melhor preservadas. O monumento foi arqueologicamente estudado em 199 e 1995. Muitos dos materiais desenterrados eram da Baixa Idade Média. As estruturas mais antigas da fortaleza foram datadas pelo estudioso de Escanda, Lekvinadze, no século IV. O complexo de Escanda está inscrito pelo governo da Geórgia num registro de Monumentos Imóveis de Significância Nacional.